# Aeroportul Rzhevka
Aeroportul Rzhevka (IATA: RVH, ICAO: ULSS) este un aeroport din Sankt Petersburg, Rusia ce deservește zona Sankt Petersburg.
Situat la o altitudine de 19 m, aeroportul dispune de 1 pistă.

## Infrastructură

### Piste
Aeroportul dispune de o singură pistă. Pista are orientarea 06/24. 